# Hvizdeț
Hvizdeț (în ucraineană Гвіздець) este o așezare de tip urban din raionul Colomeea, regiunea Ivano-Frankivsk, Ucraina. În afara localității principale, mai cuprinde și satul Beremeanî.

## Demografie
Componența lingvistică a așezării de tip urban Hvizdeț
     Ucraineană (98,46%)
     Rusă (1,17%)
     Alte limbi (0,21%)
Conform recensământului din 2001, majoritatea populației așezării de tip urban Hvizdeț era vorbitoare de ucraineană (98,46%), existând în minoritate și vorbitori de rusă (1,17%).